# Teorema de Brianchon

Teorema de Brianchon

En geometría, el teorema de Brianchon, nombrado así en honor a Charles Julien Brianchon (1783-1864), establece lo siguiente:
| Sea ABCDEF un hexágono formado por seis rectas tangentes de una sección cónica. Entonces, los segmentos AD, BE, CF se intersecan en un solo punto P. |

El punto de intersección P se denomina punto de Brianchon.
El teorema de Brianchon se cumple en el plano afín y en el plano proyectivo real. Sin embargo, su enunciado en el plano afín puede ser menos informativo y más complicado que en el plano proyectivo. Considérese, por ejemplo, el caso de cinco rectas tangentes a una parábola. Pueden ser considerardas como cinco de los seis lados de un hexágono, siendo el lado restante la recta del infinito; sin embargo, no hay tal recta en el plano afín (ni en el plano proyectivo a menos que uno escoja una recta para desempeñar ese papel). Una recta que vaya desde un vértice al vértice opuesto sería entonces una recta paralela a una de las cinco rectas tangentes. El teorema de Brianchon para el plano afín no informaría de una situación así.
El teorema dual de este teorema es el teorema de Pascal, que tiene excepciones en el plano afín pero no en el proyectivo.
El teorema de Brianchon se puede demostrar mediante el concepto de eje radical o la reciprocación.

## Relación con elTeorema de Pascal

Teorema de Pascal. Recta de Pascal OPQ del hexágono ABCDEF inscrito en una elipse.

Teorema de Brianchon. El punto de Brianchon.

Brianchon demostró el teorema que lleva su nombre:
"En cualquier hexágono circunscrito a una cónica, las tres diagonales se cortan en el mismo punto" (el punto de la cónica).
Los teoremas de Pascal y Brianchon ocupan una posición clave en el estudio de las cónicas desde el punto de vista proyectivo. Forman, también, el primer ejemplo claro de un par de teoremas duales importante.
Dos teoremas se llaman duales si se transforma uno en el otro cuando todos los elementos y todas las operaciones se sustituyen por sus duales correspondientes. En la geometría plana el punto y la línea recta se denominan elementos duales. Dibujar una línea a través de un punto en una línea y marcar un punto en una línea son  operaciones duales.
La naturaleza dual de los teoremas de Pascal y Brianchon es evidente si se formulan de la siguiente manera:
- Teorema de Pascal: "dados seis puntos en una cónica, prolónguense los lados opuestos dos a dos hasta que se corten. Entonces los tres puntos obtenidos por la intersección están situados en una misma línea recta."

- Teorema de Brianchon: "dadas seis tangentes a una cónica, crúcense dos a dos determinando seis puntos de intersección. Entonces las tres líneas rectas que unen estos puntos opuestos se cruzan en un mismo punto."

Estas relaciones entre los puntos y las líneas rectas de un cono más tarde fueron explotadas eficazmente por Jean Victor Poncelet (1788-1867). Entre los primeros descubrimientos realizados por Poncelet hubo uno que hizo en colaboración con Brianchon y que se publicó en un artículo firmado en los Annales de Gergonne de 1820-1821. En este artículo Brianchon y Poncelet aportaban una prueba del teorema que establece que:
"La circunferencia que pasa a través de los pies de las perpendiculares, bajados por los vértices de un triángulo en lados opuestos, también pasa a través de los puntos de la mitad de estos lados, así como por los puntos de la mitad de los segmentos que unen los vértices con el punto de intersección de la perpendicular",
es decir, en la circunferencia de los nueve puntos (ver la figura) por los puntos D, E y F, el pie de las alturas relativas de los tres lados del triángulo, pasa a través de los puntos H, I y G, que son los puntos medios de los lados del triángulo. Además, el círculo también pasará a través de los puntos L, M y N puntos medios de los segmentos AO, BO y CO.